# Jakov Bratanić
Jakov Bratanić (Vrbanj, 26. ožujka 1912. – Zagreb 16. listopada 2001.) je bio hrvatski slikar i povjesničar umjetnosti. 
U Splitu je pohađao klasičnu gimnaziju. 
Studirao je u Zagrebu na dvama fakultetima, Pravnom i Filozofskom. 
Zaposlio se u Zagrebu. Radio je kao kustos u Grafičkoj zbirci Nacionalne i sveučilišne knjižnice. Radio je i kao profesor na Školi primijenjenih umjetnosti te na Akademiji dramskih umjetnosti u Zagrebu. 
Slika od 1948. crteže, slike i tapiserije. 1950. je imao svoju prvu izložbu, od 22 samostalne i brojne skupne koliko ih je ostvario za života. Crkve su mu česta tema u njegovim radovima.
Bio je dijelom skupine eminentnih hrvatskih umjetnika koji su 2000. darovali neka svoja umjetnička djela da bi se dražbovanjem istih prikupio novac potreban za ostvarenje kulturnih projekata koje je započela Družba "Braća Hrvatskoga Zmaja".
Hrvatski akademik Tonko Maroević je 2005. napisao dvojezičnu hrvatsko-englesku monografiju o Jakovu Brataniću.